# Großer Preis von Monaco 1965
Der Große Preis von Monaco 1965 (offiziell XXIII Grand Prix de Monaco) fand am 30. Mai auf dem Circuit de Monaco in Monte Carlo statt und war das zweite Rennen der Automobil-Weltmeisterschaft 1965.

## Berichte

### Hintergrund

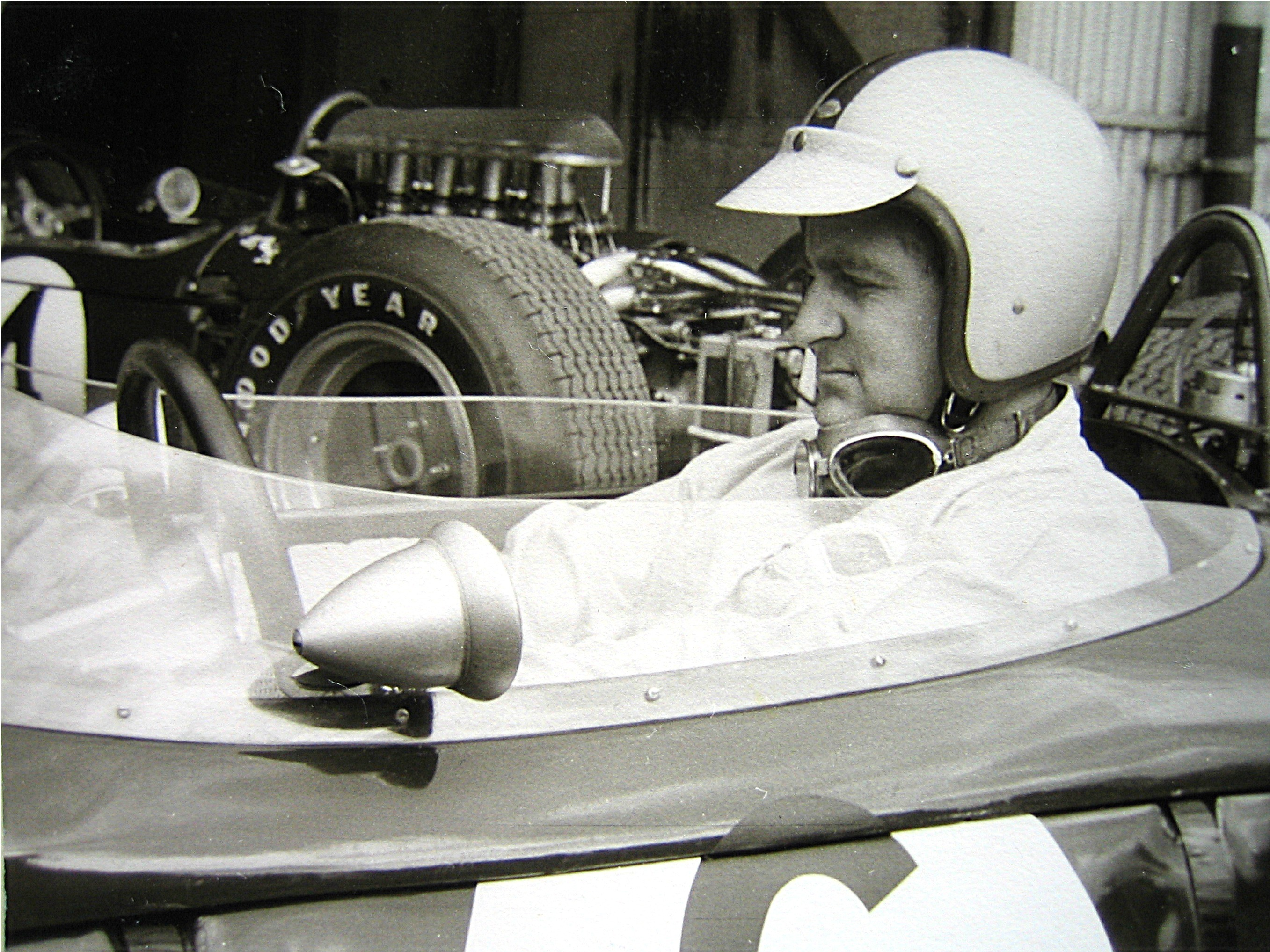
Debütrennen von Denis Hulme

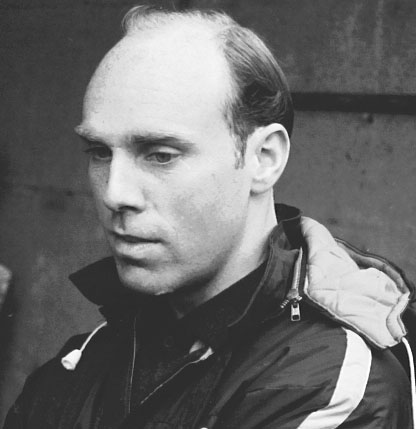
Debütrennen von Richard Attwood

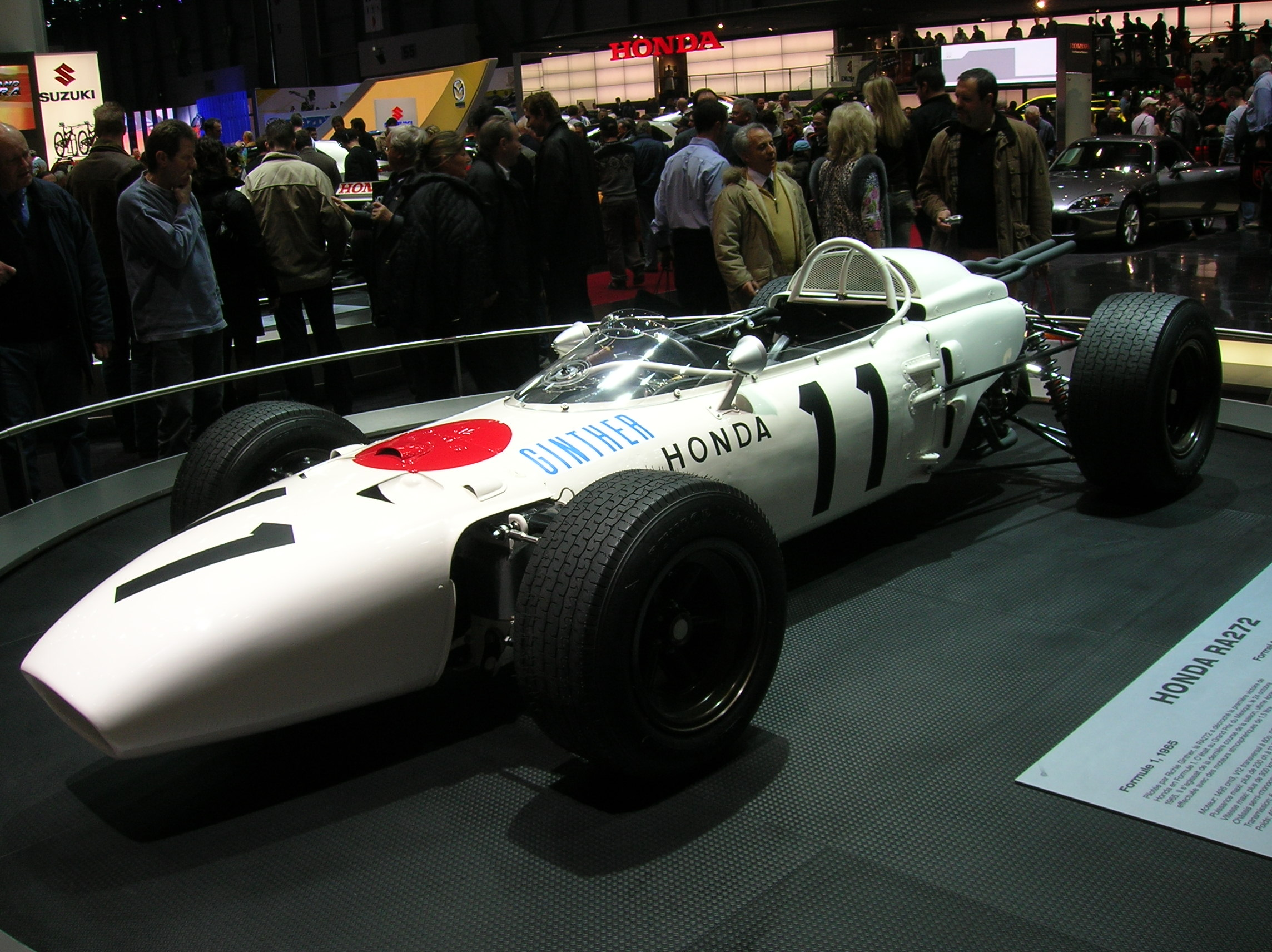
Debütrennen des Honda RA272

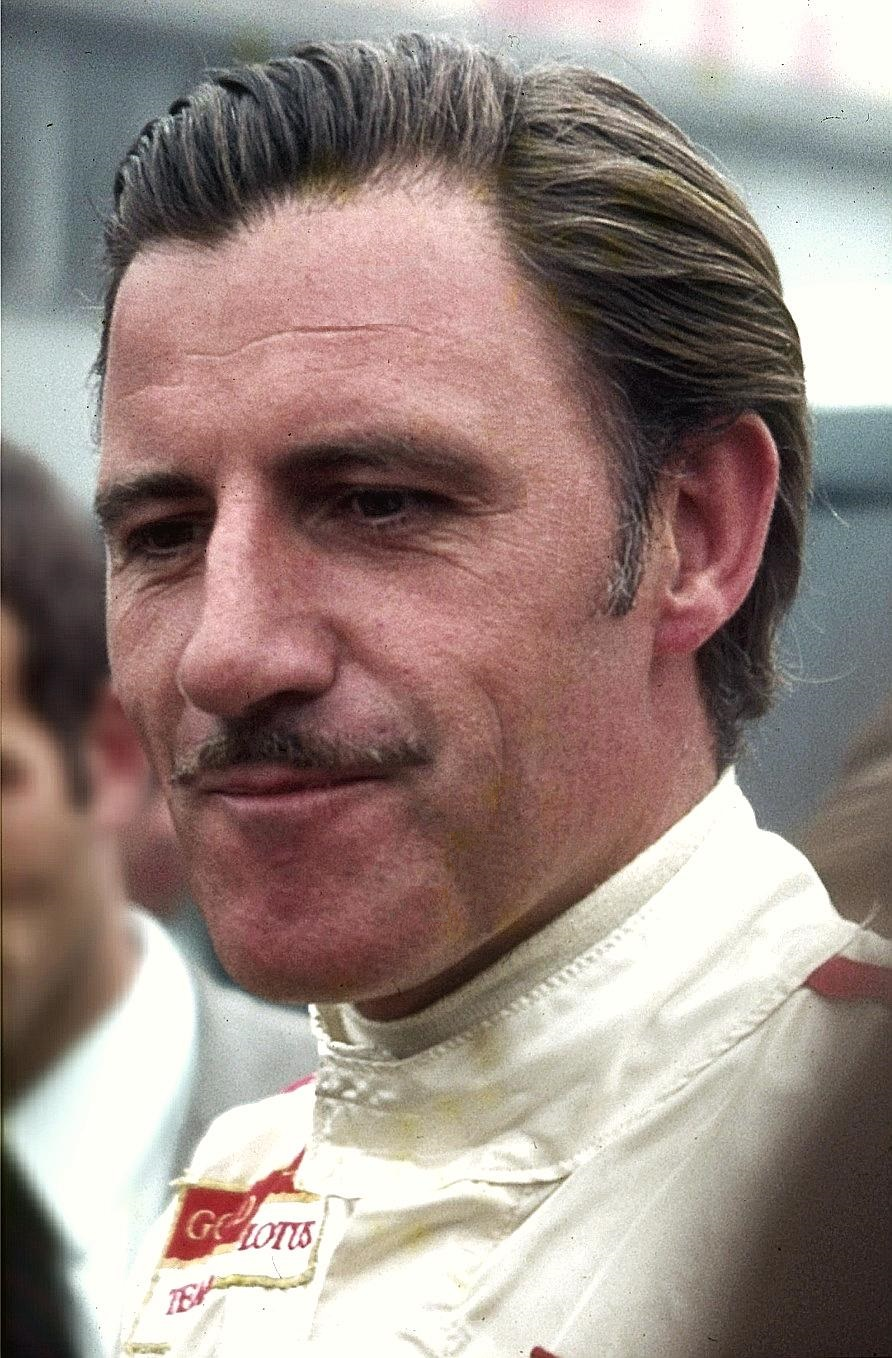
Dritter Sieg in Folge von Graham Hill beim Großen Preis von Monaco

Zwischen dem Großen Preis von Südafrika und dem Großen Preis von Monaco lagen fünf Monate, die die Teams nutzten, um ihre Wagen zu verbessern. In dieser langen Pause fanden einige nicht zur Weltmeisterschaft zählende Rennen statt. Paul Hawkins gewann auf Brabham die Cape South Easter Trophy und Jackie Stewart die BRDC International Trophy. Die Siege beim Gran Premio di Siracusa, dem Race of Champions 1965 und der Sunday Mirror Trophy gingen an die Lotus-Fahrer Jim Clark und Mike Spence.
Das Indianapolis 500 1965 fand nur einen Tag nach dem Großen Preis von Monaco statt, wodurch die Fahrer nicht die Möglichkeit hatten, an beiden Veranstaltungen teilzunehmen. Clark entschied sich für das Indianapolis 500 und gegen eine Teilnahme am Großen Preis von Monaco. Lotus wollte ihn daraufhin durch Pedro Rodríguez ersetzen, allerdings garantierten die Veranstalter Lotus nur einen festen Startplatz für das Rennen, ein Fahrer hätte sich also erst qualifizieren müssen. Aus Protest gegen diese Entscheidung zog Lotus die Meldung beider Fahrzeuge zurück und pausierte für einen Grand Prix. Bei Brabham fehlte Dan Gurney, da auch er am Indianapolis 500 teilnahm. Er wurde durch den späteren Weltmeister Denis Hulme ersetzt, der sein Debütrennen in der Automobil-Weltmeisterschaft bestritt und neuer Stammfahrer bei Brabham wurde. Nach mehreren Rennen Pause kehrte Honda zurück und meldete zum ersten Mal zwei Fahrzeuge. Ronnie Bucknum fuhr bereits 1964 für das Team, Richie Ginther wechselte von B.R.M. zu Honda. Als neuer Wagen debütierte der Honda RA272, eine Weiterentwicklung des Honda RA271 mit nur kleinen Modifikationen. Als zweites Team nach Brabham wechselte Honda den Reifenhersteller und fuhr mit Reifen von Goodyear statt von Dunlop.
Bei den Teams mit Kundenfahrzeugen wechselte Hawkins von John Willment Automobiles zu DW Racing Enterprises und war neben Bob Anderson gemeldet. Anderson pilotierte einen Brabham BT11, Hawkins einen Lotus 33. Für John Willment Automobiles fuhr weiterhin Frank Gardner. Reg Parnell Racing trat mit Richard Attwood und Mike Hailwood an. Attwood bestritt sein Debütrennen, nachdem er zuvor bereits für den Großen Preis von Großbritannien 1964 gemeldet war, dort aber nicht startete. Für Hailwood blieb es das einzige Saisonrennen, er widmete sich in den folgenden Jahren wieder dem Motorradsport und kehrte erst 1971 in die Automobil-Weltmeisterschaft zurück.
Mit Jack Brabham, Bruce McLaren und Graham Hill nahmen drei ehemalige Sieger am Rennen teil, Hill gewann die beiden Jahre vorher den Grand Prix. Bei den Konstrukteuren war Cooper dreimal, Lotus, Scuderia Ferrari und B.R.M. jeweils zweimal siegreich. In der Fahrerwertung führte Clark vor Surtees und Hill, in der Konstrukteurswertung lag Lotus vor Ferrari und B.R.M.

### Training
Das erste Training fand am Donnerstagnachmittag statt und dauerte 90 Minuten. Gleich zu Beginn fing es an zu regnen und die Wetterbedingungen wurden bis zum Ende der Trainingssitzung nicht besser. Nur wenige Fahrer fuhren anfangs schnelle Runden, die restliche Zeit nutzten sie, um den Wagen abzustimmen. Am Freitagmorgen wurde die zweite Trainingssitzung abgehalten, die eine Stunde lang war. Bei wolkenlosem Himmel und einer trockenen Rennstrecke waren schnellere Rundenzeiten möglich als am Vortag. Brabham setzte eine erste Bestzeit, die bereits besser als seine Pole-Zeit aus dem vergangenen Jahr war. Hill unterbot diese Zeit, bevor Stewart sich am Trainingsende auf Rang eins verbesserte. Er lag damit vor Hill, Brabham und Bandini.
Samstagnachmittag fand das dritte Training statt. Wie am Vortag hatten die Fahrer eine Stunde Zeit sich in der Startaufstellung zu verbessern. Joakim Bonnier verlor gleich zu Beginn Öl und verteilte es auf der Strecke, sodass erst neue Bestzeiten möglich waren, als es beseitigt war. Hill unterbot die Bestzeit seines Teamkollegen Stewart und auch Brabham war schneller. Hill blieb bis zum Trainingsende auf dem ersten Platz und erreichte damit seine erste Pole-Position der Saison.  Dahinter qualifizierte sich Brabham vor Stewart und Bandini, sodass vier verschiedene Konstrukteure auf den ersten vier Plätzen lagen. Surtees wurde Fünfter, Attwood Sechster. Er war damit der beste Fahrer mit Kundenfahrzeug. Die ersten zehn wurden von McLaren, Hulme, Anderson und Joseph Siffert komplettiert, die beiden Honda wurden Letzte der Startaufstellung, da sie erneut technische Probleme mit dem Honda-Aggregat hatten.
Das Fahrerfeld war wie in den Jahren zuvor auf 16 Fahrzeuge begrenzt. Abhängig von den Platzierungen in der Fahrerwertung 1964 waren einige Teams und Fahrer bereits gesetzt, andere mussten sich qualifizieren. Aus diesem Grund qualifizierte sich Jochen Rindt als einziger Fahrer nicht für das Rennen, obwohl er schneller als Ginther war. Der Große Preis von Monaco 1965 blieb für Rindt das einzige Rennen in der Automobil-Weltmeisterschaft, für das er sich nicht qualifizierte.

### Rennen
Beim Vorrollen in die Startaufstellung blieb Bucknum stehen, da der Honda-Motor nicht startete. Erst einige Sekunden nach dem Start nahm er das Rennen auf. Sein Teamkollege Ginther schied bereits nach der ersten Runde mit einer gebrochenen Halbwelle aus. Hill übernahm die Führung vor Stewart, dahinter positionierten sich die beiden Ferrari vor Brabham. In den ersten Runden dominierten die beiden B.R.M. das Rennen und bauten sich einen Vorsprung auf die Konkurrenz auf. Mit einigen Sekunden Abstand folgte Bandini auf Platz drei vor Surtees. Brabham duellierte sich im Mittelfeld mit McLaren und Attwood. Hill und Stewart fuhren pro Runde eine Sekunde schneller als die Verfolger. Stewart blieb bis zur zwölften Rennrunde dicht an seinem Teamkollegen, bis er beim Überrunden von Bucknum aufgehalten wurde und den Anschluss an Hill verlor.
In Runde zehn schied Hailwood mit Getriebeschaden aus. Brabham und Anderson hatten ebenfalls technische Probleme, konnten das Rennen aber vorerst fortsetzen. Brabham fiel erst später mit Motorschaden aus, Anderson kam langsam an die Box, um die Aufhängung reparieren zu lassen. Dabei blockierte er den Führenden Hill, der mit einem Ausweichmanöver in einen der Notausgänge nach dem Tunnel fahren musste. Hill stieg aus dem Wagen und schob ihn eigenhändig zurück auf die Strecke, um den Grand Prix auf Platz fünf fortzusetzen. Zum ersten Mal im Rahmen der Automobil-Weltmeisterschaft führte daraufhin Stewart einen Grand Prix an. In seiner Karriere folgten weitere 78 angeführte Rennen, mit denen er 1973 einen neuen Rekord aufstellte. Bandini verbesserte sich auf den zweiten Platz, dahinter überholte Brabham Surtees und wurde neuer Dritter.
In Runde 30 drehte sich Stewart durch einen Fahrfehler von der Strecke, wodurch Bandini ihn überholte und die Führung übernahm. Surtees fiel bis auf Rang vier zurück und lag anschließend vor seinem Teamkollegen Hill. In Runde 34 überholte Brabham Bandini, sodass die Führung erneut wechselte. Stewart ließ Hill überholen und unmittelbar darauf fuhr Hill einen Vorsprung auf Stewart heraus. Brabham lag nur knapp vor den beiden Ferraris von Bandini und Surtees. Da Brabhams Anzeige der Motordrehzahl ausfiel, schaltete er nach Gehör, was im Zweikampf schwierig war. Er überdrehte den Motor dabei zu oft und musste nach einem Motorschaden in Runde 42 das Rennen aufgeben. Zuvor war bereits Gardner mit gebrochener Motorenaufhängung ausgefallen und auch der zweite Honda von Bucknum erreichte nach einem Getriebeschaden das Ziel nicht. Eine Runde nach dem Ausfall von Brabham verunfallte Attwood nach einem Aufhängungsbruch. Er verfehlte nur knapp den Wagen von McLaren und traf die Heuballen, die als Streckenbegrenzung dienten. Attwood blieb unverletzt. Als jedoch die Spitze an der Unfallstelle eintraf, war die Strecke kurzzeitig blockiert. Alle Fahrer fuhren langsam an Attwoods Wagen vorbei und behielten dabei die gleiche Reihenfolge wie vor dem Unfall.
Nach der Halbzeit des Rennens lag erneut Bandini auf Platz eins, dicht gefolgt von Surtees und Hill. Dahinter folgten mit größeren Abständen Stewart, McLaren und Hulme. Nach mehreren Angriffen überholte Hill in Runde 53 Surtees und in Runde 64 Bandini, um erneut die Führung zu übernehmen. Anschließend baute Hill einen Vorsprung auf die Konkurrenz auf und brach mehrfach den Rundenrekord. In Runde 78 wurde Bandini von Surtees überholt, der seine Geschwindigkeit verringerte, um Treibstoff zu sparen. Zwei Umläufe später verunfallte Hawkins im Hafenbereich der Strecke. Er streifte die Streckenbegrenzung und wurde dann über die Strohballen geschleudert. Sein Wagen landete im Hafenbecken und sank auf den Grund, Hawkins befreite sich aus dem Fahrzeug und wurde unverletzt von einem Rettungsboot an Land gebracht. Hawkins war der zweite Fahrer nach Alberto Ascari, der auf diese Weise verunglückte, und blieb der letzte, da in den folgenden Jahren die Streckenbegrenzung zum Hafenbecken ausgebaut und verbessert wurde.
Die Abstände an der Spitze blieben bis zur letzten Runde konstant, als Surtees stehen blieb, da ihm das Benzin ausgegangen war. Bandini wurde dadurch noch Zweiter, Stewart erreichte mit dem dritten Platz die erste Podestplatzierung in der Automobil-Weltmeisterschaft. In seiner Karriere folgten 42 weitere, mit denen er 1973 einen neuen Rekord aufstellte. Graham Hill gewann das Rennen. Für ihn war es der erste Saisonsieg und der dritte in Folge beim Großen Preis von Monaco. Er zog mit Stirling Moss gleich, der als einziger Fahrer vorher dieses Rennen insgesamt dreimal gewann. Erst 1986 gab es mit Alain Prost erneut einen Fahrer, der beim Großen Preis von Monaco dreimal in Folge siegreich war. Surtees wurde trotz Ausfalls auf Rang vier gewertet, vor McLaren und Siffert, die die anderen Punkteplatzierungen belegten. Die ersten zehn wurden von Bonnier, Hulme, Anderson und Hawkins komplettiert. Hawkins wurde noch gewertet, da er die dafür erforderliche Renndistanz zurückgelegt hatte.
In der Fahrerwertung übernahm Hill die Führung vor Clark und Surtees, er hatte auf beide Fahrer vier Punkte Vorsprung. In der Konstrukteurswertung lag nach dem Rennen B.R.M. auf Rang eins mit einem Punkt Vorsprung auf Ferrari und vier Zähler Vorsprung auf Lotus.

## Meldeliste
| Team                        | Nr. | Fahrer          | Chassis      | Motor           | Reifen |
| --------------------------- | --- | --------------- | ------------ | --------------- | ------ |
| Brabham Racing Organisation | 01  | Jack Brabham    | Brabham BT11 | Climax 1.5 V8   | G      |
| Brabham Racing Organisation | 02  | Denis Hulme     | Brabham BT7  | Climax 1.5 V8   | G      |
| Owen Racing Organisation    | 03  | Graham Hill     | BRM P261     | BRM 1.5 V8      | D      |
| Owen Racing Organisation    | 04  | Jackie Stewart  | BRM P261     | BRM 1.5 V8      | D      |
| Cooper Car Company          | 07  | Bruce McLaren   | Cooper T77   | Climax 1.5 V8   | D      |
| Cooper Car Company          | 08  | Jochen Rindt    | Cooper T77   | Climax 1.5 V8   | D      |
| DW Racing Enterprises       | 09  | Bob Anderson    | Brabham BT11 | Climax 1.5 V8   | D      |
| DW Racing Enterprises       | 10  | Paul Hawkins    | Lotus 33     | Climax 1.5 V8   | D      |
| John Willment Automobiles   | 11  | Frank Gardner   | Brabham BT11 | BRM 1.5 V8      | D      |
| Rob Walker Racing Team      | 12  | Joakim Bonnier  | Brabham BT7  | Climax 1.5 V8   | D      |
| Rob Walker Racing Team      | 14  | Joseph Siffert  | Brabham BT11 | BRM 1.5 V8      | D      |
| Reg Parnell Racing          | 15  | Richard Attwood | Lotus 25     | BRM 1.5 V8      | D      |
| Reg Parnell Racing          | 16  | Mike Hailwood   | Lotus 25     | BRM 1.5 V8      | D      |
| Scuderia Ferrari SpA SEFAC  | 17  | Lorenzo Bandini | Ferrari 1512 | Ferrari 1.5 B12 | D      |
| Scuderia Ferrari SpA SEFAC  | 18  | John Surtees    | Ferrari 158  | Ferrari 1.5 V8  | D      |
| Honda R&D Co.               | 19  | Ronnie Bucknum  | Honda RA272  | Honda 1.5 V12   | G      |
| Honda R&D Co.               | 20  | Richie Ginther  | Honda RA272  | Honda 1.5 V12   | G      |

## Klassifikationen

### Startaufstellung
| Pos. | Fahrer          | Konstrukteur   | Zeit   | Ø-Geschwindigkeit | Start |
| ---- | --------------- | -------------- | ------ | ----------------- | ----- |
| 01   | Graham Hill     | B.R.M.         | 1:32,5 | 122,40 km/h       | 01    |
| 02   | Jack Brabham    | Brabham-Climax | 1:32,8 | 122,00 km/h       | 02    |
| 03   | Jackie Stewart  | B.R.M.         | 1:32,9 | 121,87 km/h       | 03    |
| 04   | Lorenzo Bandini | Ferrari        | 1:33,0 | 121,74 km/h       | 04    |
| 05   | John Surtees    | Ferrari        | 1:33,2 | 121,48 km/h       | 05    |
| 06   | Richard Attwood | Lotus-B.R.M.   | 1:33,9 | 120,58 km/h       | 06    |
| 07   | Bruce McLaren   | Cooper-Climax  | 1:34,3 | 120,06 km/h       | 07    |
| 08   | Denis Hulme     | Brabham-Climax | 1:34,5 | 119,81 km/h       | 08    |
| 09   | Bob Anderson    | Brabham-Climax | 1:35,5 | 118,55 km/h       | 09    |
| 10   | Joseph Siffert  | Brabham-B.R.M. | 1:36,0 | 117,94 km/h       | 10    |
| 11   | Frank Gardner   | Brabham-B.R.M. | 1:36,0 | 117,94 km/h       | 11    |
| 12   | Mike Hailwood   | Lotus-B.R.M.   | 1:36,5 | 117,33 km/h       | 12    |
| 13   | Joakim Bonnier  | Brabham-Climax | 1:36,5 | 117,33 km/h       | 13    |
| 14   | Paul Hawkins    | Lotus-Climax   | 1:37,0 | 116,72 km/h       | 14    |
| 15   | Ronnie Bucknum  | Honda          | 1:37,0 | 116,72 km/h       | 15    |
| 16   | Richie Ginther  | Honda          | 1:39,7 | 113,56 km/h       | 16    |
| DNQ  | Jochen Rindt    | Cooper-Climax  | 1:37,5 | 116,12 km/h       | –     |

### Rennen
| Pos. | Fahrer          | Konstrukteur   | Runden | Stopps | Zeit        | Start | Schnellste Runde |
| ---- | --------------- | -------------- | ------ | ------ | ----------- | ----- | ---------------- |
| 01   | Graham Hill     | B.R.M.         | 100    | 0      | 2:37:39,600 | 01    | 1:31,7 (82.)     |
| 02   | Lorenzo Bandini | Ferrari        | 100    | 0      | + 1:04,000  | 04    |                  |
| 03   | Jackie Stewart  | B.R.M.         | 100    | 0      | + 1:41,900  | 03    |                  |
| 04   | John Surtees    | Ferrari        | 99     | 0      | + 1 Runde   | 05    |                  |
| 05   | Bruce McLaren   | Cooper-Climax  | 98     | 0      | + 2 Runden  | 07    |                  |
| 06   | Joseph Siffert  | Brabham-B.R.M. | 98     | 0      | + 2 Runden  | 10    |                  |
| 07   | Joakim Bonnier  | Brabham-Climax | 97     | 0      | + 3 Runden  | 13    |                  |
| 08   | Denis Hulme     | Brabham-Climax | 92     | 0      | + 8 Runden  | 08    |                  |
| 09   | Bob Anderson    | Brabham-Climax | 85     | 1      | + 15 Runden | 09    |                  |
| 10   | Paul Hawkins    | Lotus-Climax   | 79     | 0      | + 21 Runden | 14    |                  |
| –    | Richard Attwood | Lotus-B.R.M.   | 43     | 0      | DNF         | 06    |                  |
| –    | Jack Brabham    | Brabham-Climax | 42     | 0      | DNF         | 02    |                  |
| –    | Ronnie Bucknum  | Honda          | 32     | 0      | DNF         | 15    |                  |
| –    | Frank Gardner   | Brabham-B.R.M. | 28     | 0      | DNF         | 11    |                  |
| –    | Mike Hailwood   | Lotus-B.R.M.   | 10     | 0      | DNF         | 12    |                  |
| –    | Richie Ginther  | Honda          | 0      | 0      | DNF         | 16    |                  |

## WM-Stände nach dem Rennen
Die ersten sechs des Rennens bekamen 9, 6, 4, 3, 2, 1 Punkte. Es zählten nur die sechs besten Ergebnisse aus zehn Rennen. In der Konstrukteurswertung zählten dabei nur die Punkte des bestplatzierten Fahrers eines Teams.

### Fahrerwertung
| Pos. | Fahrer          | Konstrukteur                | Punkte |
| ---- | --------------- | --------------------------- | ------ |
| 01   | Graham Hill     | B.R.M.                      | 13     |
| 03   | Jim Clark       | Lotus-Climax                | 9      |
| 02   | John Surtees    | Ferrari                     | 9      |
| 04   | Lorenzo Bandini | Ferrari                     | 6      |
| 05   | Jackie Stewart  | B.R.M.                      | 5      |
| 06   | Bruce McLaren   | Cooper-Climax               | 4      |
| 07   | Mike Spence     | Lotus-Climax                | 3      |
| 08   | Joseph Siffert  | Brabham-B.R.M.              | 1      |
| 09   | Joakim Bonnier  | Brabham-Climax              | 0      |
| 10   | Jack Brabham    | Brabham-Climax              | 0      |
| 11   | Denis Hulme     | Brabham-Climax              | 0      |
| 12   | Paul Hawkins    | Lotus-Climax / Brabham-Ford | 0      |
| 13   | Bob Anderson    | Brabham-Climax              | 0      |

| Pos. | Fahrer          | Konstrukteur   | Punkte |
| ---- | --------------- | -------------- | ------ |
| 14   | Peter de Klerk  | Alfa Romeo     | 0      |
| 15   | Tony Maggs      | Lotus-B.R.M.   | 0      |
| 16   | Frank Gardner   | Brabham-B.R.M. | 0      |
| 17   | Sam Tingle      | LDS-Alfa Romeo | 0      |
| 18   | David Prophet   | Brabham-Ford   | 0      |
| –    | Richard Attwood | Lotus-B.R.M.   | 0      |
| –    | Ronnie Bucknum  | Honda          | 0      |
| –    | Jochen Rindt    | Cooper-Climax  | 0      |
| –    | John Love       | Cooper-Climax  | 0      |
| –    | Dan Gurney      | Brabham-Climax | 0      |
| –    | Mike Hailwood   | Lotus-B.R.M.   | 0      |
| –    | Richie Ginther  | Honda          | 0      |

### Konstrukteurswertung
| Pos. | Konstrukteur   | Punkte |
| ---- | -------------- | ------ |
| 01   | B.R.M.         | 13     |
| 02   | Ferrari        | 12     |
| 03   | Lotus-Climax   | 9      |
| 04   | Cooper-Climax  | 4      |
| 05   | Brabham-B.R.M. | 1      |
| 06   | Brabham-Climax | 0      |

| Pos. | Konstrukteur   | Punkte |
| ---- | -------------- | ------ |
| 07   | Brabham-Ford   | 0      |
| 08   | Alfa Romeo     | 0      |
| 09   | Lotus-B.R.M.   | 0      |
| 10   | LDS-Alfa Romeo | 0      |
| –    | Honda          | 0      |